# Chegai
Chegai (russisch Хегай) ist ein russischer Familienname koreanischer Herkunft. Es handelt sich dabei um die Russifizierung des koreanischen Familiennamens Hŏ (bzw. Heo). 

## Namensträger
- Alexei Iwanowitsch Chegai (koreanisch Hŏ Ka-i; 1908–1953), sowjetisch-nordkoreanischer Politiker, siehe Hŏ Ka-i